# St Michael South Elmham
St Michael South Elmham eller St. Michael, South Elmham är en by och en civil parish i distriktet East Suffolk i Storbritannien. Den ligger i grevskapet Suffolk och riksdelen England, i den sydöstra delen av landet, 150 km nordost om huvudstaden London. Orten har 62 invånare (2001).
Kustklimat råder i trakten. Årsmedeltemperaturen i trakten är 9 °C. Den varmaste månaden är augusti, då medeltemperaturen är 16 °C, och den kallaste är december, med 1 °C.